# Syntetisk grundstof
I kemi er de grundstoffer klassificeret som syntetiske for ustabile til at forekomme naturligt på Jorden. Disse syntetiske grundstoffer har halveringstider, der er så korte relativt til Jordens alder, at alle atomer af disse grundstoffer, der eventuelt har eksisteret, da Jorden dannedes, for længe siden er forfaldet. Grundet dette er syntetiske grundstoffer kun tilstede på Jorden som et produkt af eksperimenter, der involverer kernereaktorer eller partikelacceleratorer via fusion eller neutronindfangning. Uran og thorium har ingen stabile isotoper, men findes naturligt i jordskorpen og atmosfæren, så ingen af disse to grundstoffer kaldes syntetiske. Ligeledes kan ustabile grundstoffer som polonium, radium og radon, som dannes ved forfald af uran og thorium, findes i naturen på trods af deres korte halveringstid.
Det første grundstoffer opdaget gennem syntese var technetium. Denne opdagelse udfyldte et hul i det periodiske system, og det faktum at ingen stabile technetiumisotoper eksisterer forklarer dets naturlige fravær på Jorden (og hullet) Med en halveringstid på 4,2 millioner år er ingen technetiumatomer forblevet efter dannelsen af Jorden. Kun meget minimale spor af technetium forekommer naturligt i Jordens skorpe (som produkt af spontan fission af uranium-238 eller ved neutronindfangning i molybdenårer), men technetium findes naturligt i røde kæmpestjerner. 
Atommasse for naturlige grundstoffer er baseret på et gennemsnit af vægtede isotoper efter naturlig forekomst i Jorden skorpe eller atmosfære. For syntetiske grundstoffer afhænger den dannede isotop af midlet til syntesen, så konceptet for naturlig forekomst af isotoper giver ingen mening. Derfor listes massen (neutroner plus protoner) af den mest stabile isotop (længst halveringstid) for syntetiske grundstoffer.
quasi-syntetiske grundstoffer inkluderer:
- Technetium, atomnummer 43
- Promethium, atomnummer 61
- Astat, atomnummer 85
- Francium, atomnummer 87
- Neptunium, atomnummer 93
- Plutonium, atomnummer 94

(Alle grundstoffer med atomnumre 1-94 er naturligt forekomne, i det mindste i sporbare mængder)
- Americium symbol Am, atomnummer 95
- Curium symbol Cm, atomnummer 96
- Berkelium symbol Bk, atomnummer 97
- Californium symbol Cf, atomnummer 98
- Einsteinium symbol Es, atomnummer 99
- Fermium symbol Fm, atomnummer 100
- Mendelevium symbol Md, atomnummer 101
- Nobelium symbol No, atomnummer 102
- Lawrencium symbol Lr, atomnummer 103
- Rutherfordium symbol Rf, atomnummer 104

- Transactinide grundstoffer
  - Dubnium symbol Db, atomnummer 105
  - Seaborgium symbol Sg, atomnummer 106
  - Bohrium symbol Bh, atomnummer 107
  - Hassium symbol Hs, atomnummer 108
  - Meitnerium symbol Mt, atomnummer 109
  - Darmstadtium symbol Ds, atomnummer 110
  - Røntgenium symbol Rg, atomnummer 111
  - Copernicium symbol Cn, atomnummer 112
  - Nihonium symbol Nh, atomnummer 113
  - Flerovium symbol Fl, atomnummer 114
  - Moscovium symbol Mc, atomnummer 115
  - Livermorium symbol Lv, atomnummer 116
  - Tennessin symbol Ts, atomnummer 117
  - Oganesson symbol Og, atomnummer 118